# Фабіо Гроссо
Фабіо Гроссо (італ. Fabio Grosso; нар. 28 листопада 1977, Рим) — колишній італійський футболіст. Згодом — футбольний тренер, з 2021 року очолює тренерський штаб «Фрозіноне».
Чемпіон світу 2006 року, автор вирішального післяматчевого пенальті у фінальному матчі. Відомий виступами за «Палермо», «Інтер» та «Ювентус». Фабіо Гроссо грав по лівій брівці, переважно в захисті; також спеціалізувався з виконання штрафних ударів.

## Ігрова кар'єра
Перший матч за збірну Італії провів 30 квітня 2003 року проти Швейцарії.
Професійну ж кар'єру Гроссо почав у серії С2 у клубі «К'єті». Він виступав на позиції атакуючого півзахисника і забив 17 голів в 68 матчах.
У 2001 році захисник підписав контракт з «Перуджею» і дебютував в серії А — вже на позиції захисника. Талановитого хлопця помітив відомий Серса Космі, в кінці 90-х років працював з умбрійцями і славився точковою селекцією футболістів з глибинки.
Навесні 2004-го «Перуджа» вибула в серію B, а Фабіо продовжив кар'єру в успішній «Палермо». Після двох непоганих сезонів на Сицилії він у 2006 році перейшов в «Інтер» за 5,5 мільйонів євро. У Мілані не без підстав сподівалися, що Гроссо продовжить демонструвати найкращі якості — чіпкість і непоступливість у відборі, постійну зарядженість на атаку і вдале виконання «стандартів», проте захисник навіть не завжди проходив в основну обойму чорно-синіх.
У липні 2007 року Гроссо перейшов у «Ліон». У ньому він став чемпіоном Франції та володарем національного Суперкубка.
В кінці серпня 2009, перед самим закриттям трансферного вікна, перейшов до туринського «Ювентуса».
Гроссо став героєм мундіалю-2006: пенальті, зароблений у матчі 1/8 фіналу проти Австралії, півфінальний гол Німеччині і вирішальний 11-метровий, реалізований у фіналі проти Франції. Телеканал FOX Sports включив виступ Фабіо Гроссо на чемпіонаті світу-2006 у десятку найвдаліших виступів в історії світового спорту.

## Тренерська робота
Завершивши 2012 року виступи на футбольному полі, обрав тренерську кар'єру. 2014 року очолив молодіжну команду «Ювентуса».
13 червня 2017 року був призначений головним тренером «Барі», в якому пропрацював протягом сезону.
Влітку 2018 очолив тренерський штаб «Верони», яка за результатами попереднього сезону понизилася у класі до Серії B. На початку сезону очолювана Гроссо команда була серед лідерів турніру, утім згодом її результати погіршилися, а за тур до завершення чемпіонату «Верона» взагалі опинилася поза чільною вісімкою команд Серії B, які зберігали шанси на підвищення у класі через плей-оф змагання. Після цього тренер залишив команду, щоправда, як згодом з'ясувалося, повернутися до елітного італійського дивізіону за результатами того сезону команді з Верони все ж вдалося.
5 листопада 2019 року був призначений головним тренером «Брешії», ще однієї команди, яка напередодні сезону 2019/20 повернулася до Серії A. На момент приходу нового тренера команда встигла провести 10 ігор у чемпіонаті, в яких здобула лише 7 очок, і перебувала на останньому рядку турнірної таблиці. Утім під керівництвом Гроссо «Брешія» провела лише три гри, програвши їх, після чого вже у грудні того ж року тренер команду залишив.
Сезон 2020/21 розпочинав у Швейцарії як головний тренер «Сьйона», команду якого тренував до березня 2021 року. Залашивши «Сьйон», відразу ж отримав позицію головного тренера друголігового італійського «Фрозіноне». 

## Досягнення
- Чемпіон Італії: 2006—2007, 2011—2012
- Володар Суперкубка Італії: 2006
- Чемпіон Франції: 2007—2008
- Володар Кубка Франції: 2007—2008
- Володар Суперкубка Франції: 2007
- Володар Кубка Інтертото: 2003
- Чемпіон світу: 2006

## Приватне життя
Фабіо Гроссо одружений з Джесікою Репетто. У них є син Філіппо, який народився, незабаром, після чемпіонату світу 2006 року.
Гроссо вивчив політологію і побіжно говорить французькою мовою.